# Тафрали, Иоанн
Иоанн Тафрали также известный как Иван Петров (fl. 1630-е) — османский драгоман болгарского происхождения с 1630-х годов и тайный русский сотрудник.
Первые сведения о нём из русских архивов относятся к 1630-м годам. В это время в Константинополе при Женском султанате во дворце шли интриги и сплетни в борьбе за главенство и власть. Русские цари Михаил Фёдорович и Алексей Михайлович щедро пользовались услугами Иоанна Тафрали.
После того, как 24 марта 1657 года Константинопольский патриарх Парфений III был повешен за шпионаж в пользу России, Тафрали был рукоположён в священники. Позже он использовался как чрезвычайно важная и деликатная русская дипломатическая миссия при Богдане Хмельницком, после чего гетьман согласился перейти под покровительство русского царя.